# Astronomski katalog h
h je oznaka za katalog objekata dalekog svemira. Objekte u njemu prikupio je i objavio astronom John Herschel 1833. i 1847. godine. Izdanje od 1833. obuhvaća objekte označene od h 1 do h 2307, a izdanje od 1847. objekte označene od h 2308 do h 4021.

## Poveznice
- Popis NGC objekata
- Katalozi objekata dalekog svemira